# 살바도르 카바냐스
살바도르 카바냐스 오르테가(스페인어: Salvador Cabañas Ortega, 1980년 8월 5일 아순시온 ~ )는 파라과이의 전 축구 선수로, 포지션은 공격수이다.
1998년 도세 데 옥투브레에서 데뷔했으며 2001년 칠레의 아우닥스 이탈리아노로 이적했고 2003년에는 멕시코의 하과레스 데 치아파스로 이적했다. 2003년 아페르투라 시즌에서 18경기에 출전하면서 5득점을 기록했으며 2004년 클라우수라 시즌에서 20경기에 출전하면서 15득점을 기록했다.
2006년 클라우수라 시즌에서 14득점을 기록하면서 득점왕에 올랐고 같은 해에 클루브 아메리카로 이적했다. 2007년 코파 리베르타도레스에서 10득점을 기록하면서 대회 득점왕에 올랐고 같은 해에 파라과이 올해의 축구 선수와 남아메리카 올해의 축구 선수로 선정되었다. 2008년 코파 리베르타도레스에서 8득점을 기록하면서 2회 연속으로 대회 득점왕에 올랐다.
2010년 1월 25일 부인과 함께 멕시코 시티에 있는 한 나이트클럽에 갔다가 화장실에서 괴한들이 쏜 총에 머리를 맞아 중태에 빠졌고 인근 병원으로 후송되어 머리에 맞았던 22mm 크기의 총알을 제거하는 수술을 받았다. 얼마 뒤 현역으로 복귀해 자국 아마추어격 리그에서 선수생활을 이어가게 되었다.

## 수상

### 클럽
아우닥스 이탈리아노
- 칠레 프리메라 디비시온 득점왕 (2003 아페르투라)

하과레스 데 치아파스
- 멕시코 프리메라 디비시온 득점왕 (2006 클라우수라)

클루브 아메리카
- 코파 리베르타도레스 득점왕 (2007, 2008)

### 개인
- 2007년 파라과이 올해의 축구 선수 수상
- 2007년 남아메리카 올해의 축구 선수 수상